# Santa Rosalía (khu tự quản)
Santa Rosalía là một khu tự quản thuộc bang Portuguesa, Venezuela. Thủ phủ của khu tự quản Santa Rosalía đóng tại El Playón. Khự tự quản Santa Rosalía có diện tích 1029 km2, dân số theo điều tra dân số ngày 21 tháng 10 năm 2001 là 15140 người.